# Home Nations Championship 1885
L'Home Nations Championship 1885 (in gallese Pencampwriaeth Rygbi'r Pedair Gwlad 1885) fu la 3ª edizione del torneo annuale di rugby tra le squadre nazionali di Galles, Inghilterra, Irlanda e Scozia.
Fu un'edizione incompleta che non assegnò titoli, perché caratterizzata dalla disputa tra le federazioni inglese e scozzese circa il risultato dell'incontro tra le rispettive due squadre nel corso del precedente Championship; inoltre l'incontro di Belfast tra Irlanda e Scozia fu annullato e rinviato a causa di condizioni meteorologiche e di terreno proibitive e recuperato due settimane più tardi a casa degli scozzesi; neppure il match tra Irlanda e Galles ebbe luogo, e non fu mai fissata una data per il recupero.
Il valore delle marcature, come stabilito dalla RFU nel 1875, era 1 punto per ogni drop o per ogni calcio piazzato tra i pali a seguito di una meta, che di per sé non dava punti; solo in caso di parità di punti realizzati la discriminante sarebbe stata quella del numero di mete marcate. Nel tabellino degli incontri, laddove sia presente, il numero tra parentesi rappresenta, in caso di parità, il numero di mete segnate da ciascuna squadra.

## Nazionali partecipanti e sedi
| Squadra     | Città             | Impianto interno                |
| ----------- | ----------------- | ------------------------------- |
| Galles      | Swansea           | St. Helen's                     |
| Inghilterra | Manchester        | Whalley Range                   |
| Irlanda     | Belfast           | Ormeau Road                     |
| Scozia      | Edimburgo Glasgow | Raeburn Place Hamilton Crescent |

## Risultati
| Arbitro: | Charles Lewis |

|               |    |                                         |
| M. Jordan (2) | mt | Hawcridge Kindersley Ryalls Teggin Wade |
| A. Gould      | tr | Payne                                   |

| Glasgow 10 gennaio 1885 | Scozia       | 0 – 0 referto | Galles | Hamilton Crescent (3000 spett.)\| Arbitro: \| Rowland Hill \| |
| Arbitro:                | Rowland Hill |               |        |                                                               |

| Arbitro: | Horace Lyne |

|                  |    |        |
| Bolton Hawcridge | mt | Greene |

| Belfast 21 febbraio 1885 Sospesa e rinviata | Irlanda    | n – a referto | Scozia | Ormeau Road\| Arbitro: \| Hugh Kelly \| |
| Arbitro:                                    | Hugh Kelly |               |        |                                         |

| Arbitro: | Hugh Kelly |

|                           |    |  |
| Peterkin Reid B. Wauchope | mt |  |
| Veitch                    | tr |  |

## Classifica
| Pos | Squadra     | G | V | N | P | PF | PS | DP | Pt |
| --- | ----------- | - | - | - | - | -- | -- | -- | -- |
| 1   | Inghilterra | 2 | 2 | 0 | 0 | 1  | 1  | 0  | 4  |
| 2   | Scozia      | 2 | 1 | 1 | 0 | 2  | 1  | +1 | 3  |
| 3   | Galles      | 2 | 0 | 1 | 1 | 1  | 1  | 0  | 1  |
| 4   | Irlanda     | 2 | 0 | 0 | 2 | 0  | 1  | −1 | 0  |